# En vivo en la Fábrica
En vivo en la Fábrica (срп. Уживо у Творници) је уживо албум групе Електрични оргазам. Албум садржи снимке песама са наступа одржаног у Творници културе у Загребу.
Албум је изашао у издању Croatia Records. Ово је први уживо албум који је издат за ту кућу и први уживо албум после 7 година.

## Позадина
Октобра 2022. године је реиздат албум Лишће прекрива Лисабон у формату грамофонске плоче. Неколико месеци раније, група је одржала концерте у Пули, Новом Саду, Чачку итд.

## Албум
Концерт у загребачкој Творници културе је одржан 26. новембра 2022. Поред песама са другог албума, група је публику почастити и многим хитовима из 42-годишње каријере. "Бејбе ти ниси ту", "Игра рокенрол цела Југославија", "Да си тако јака" или "Секс, дрога, насиље и страх" само су неке од песама које су обележиле њихову изузетно богату дискографију, као и животе многих слушалаца широм региона.
Видео снимак концерта је изашао на Blu-Ray диск.

## Топ листе
| Листа     | Највиша позиција |
| --------- | ---------------- |
| ХР Топ 40 | 13               |